# BEST (ジェット機のアルバム)
「BEST」(ベスト)は、ジェット機のベストアルバム。

## 概要
ミニアルバム「MUST」と同時発売された。

## 収録曲
1. take off
2. 赤いヒヨコ
3. RIDE
4. Do the dance
5. Sensation
6. FULLSWING
7. Fly high
8. jumpin'
9. My world
10. サンドウィッチ
11. テ・イ・コ・ウ
12. ライダー
13. Swing
14. 時計じかけのラスタマン
15. PEKINGESE
16. crayon
17. シャイニングライト
18. 夏の花火 (ボーナストラック)